# عرب‌آباد افشار
عرب‌آباد خسروی،مرکز دهستان عرب آباد خسروی  و روستایی از توابع بخش مرکزی شهرستان چهارباغ در استان البرز ایران است.و روستاهای سلطان آباد و اسماعیل آباد بالا و پایین و روستای قوهه زیر نظر این دهستان می باشند.

## جمعیت
این  دهستان عرب آباد افشار  براساس سرشماری مرکز آمار ایران در سال ۱۳۹۵، جمعیت آن ۳۰۰۰ نفر (۸۴۷ خانوار) بوده‌است.

## ویژگی ها
این روستا ، روستایی مهاجر پذیر است ودر سال‌های اخیر خانواده‌های زیادی از شهرهای دیگر به این روستا نقل مکان کرده‌اند ازجمله از تهران ، کرج ، آذربایجان و ...
در چند سال اخیر اطراف روستا باغها و مزارع زیادی به ویلا و باغچه تفریحی تبدیل شده‌است که این امر ممکن است به رشد اقتصادی و امکانات روستا کمک کند.
زمین‌های حاصلخیز وخاک مرغوب و وجود گلخانه های کشاورزی،دامداری ودامپروری از مشاغل این روستا میباشد.